# Racing universitaire d'Alger
Maillots
Le Racing universitaire d'Alger (en arabe : فريق جامعة الجزائر), plus couramment abrégé en RU Alger ou plus simplement RUA, est un ancien club algérien omnisports amateur fondé en 1927 et basé à Alger, la capitale du pays.

## Histoire
Le Racing universitaire d'Alger est créée en 1927 dans la ville d'Alger, par des colons européens qui étaient des amateurs de sport et de football.
Après l’indépendance de l'Algérie, le Racing universitaire d'Alger intègre le championnat national en Critérium Honneur 1962-1963,,, championnat organisé sous forme de 5 groupes de 10 clubs chacun. le Racing universitaire d'Alger commence dans le Groupe II de la ligue d'Alger,, et se classe septième de son groupe.

## Palmarès

### Section football
- Championnat d'Alger (DH) (3)
  - Champion : 1934, 1935 et 1939

- Championnat d'Afrique du Nord (2)
  - Vainqueur : 1935 et 1939

- Coupe d'Afrique du Nord (2)
  - Vainqueur : 1932 et 1937
  - Finaliste : 1941

- Supercoupe d'Afrique du Nord (2)
  - Vainqueur : 1932[6], 1935[7]

On peut souligner par ailleurs que dans sa jeunesse, l'écrivain Albert Camus occupa le poste de gardien de but dans l'équipe de football du RU Alger. Il avoue ensuite avoir tiré du contenu empirique de cette activité sportive des considérations d'ordre moral, selon le mot resté célèbre : "Tout ce que je sais de la morale, c'est au football que je le dois". Toutefois, à la suite des premiers signes de sa tuberculose, apparus alors qu'il n'a que 17 ans, il doit renoncer à son rêve de mener un jour une carrière professionnelle.

### Section athlétisme
- Records d'Alger :
  - 100 mètres : Quenel 10 s 80
  - 300 mètres : Quenel 37 s
  - 110 mètres haies :  Candau 15 s 70
  - Saut en longueur : Petit 7,4 m
  - Lancer de poids : Lapicque 14,74 m
  - Lancer de disque : Jallu 43,33 m
  - Saut à la perche ; Petit 3,69 m

- Records d'Afrique du Nord
  - 100 mètres : Quenel 10 s 80
  - Lancer de poids : Lapicque 14,74 m
  - Saut à la perche ; Petit 3,69 m

### Section basketball
- Champion d'Alger
  - 1946, 1947, 1948 et 1949
- Vice-champion d'Algérie
  - 1946, 1947, 1948 et 1949
- 4 Vice-champion d'Afrique du Nord
  - 1946, 1947, 1948 et 1949

### Section rugby
- Champion d'Alger : 
  - 1950 et 1951.
- Champion d'Algérie : 
  - 1950 et 1951.
- Vice-champion d'Afrique du Nord : 
  - 1951
- Finaliste de la Coupe de France universitaire
  - 1951 et 1952.
- Finaliste des Coupes Dreyfus et de l'amitié
  - 1949.
- Finaliste de la Coupe Junqua
  - 1950
- Vainqueur de la Coupe du Souvenir
  - 1950 et 1962.
- Vainqueur de la Coupe Arrègle
  - 1950.

## Parcours

### Classement en championnat d'Alger par année
- 1927-28 : Division d'Honneur, 10e
- 1928-29 : Division de Promotion, ?e
- 1929-30 : Division d'Honneur, 10e
- 1930-31 : Division d'Honneur, 8e
- 1931-32 : Division d'Honneur, 2e
- 1932-33 : Division d'Honneur, 4e
- 1933-34 : Division d'Honneur, 1re Champion
- 1934-35 : Division d'Honneur, 1re Champion
- 1935-36 : Division d'Honneur, 4e
- 1936-37 : Division d'Honneur, 2e
- 1937-38 : Division d'Honneur, 3e
- 1938-39 : Division d'Honneur, 1re Champion
- 1939-40 : Division d'Honneur, 2e
- 1940-41 : Division d'Honneur, 3e
- 1941-42 : Division d'Honneur, 2e
- 1942-43 : Division d'Honneur, 2e
- 1943-44 : Division d'Honneur, 3e
- 1944-45 : Division d'Honneur, 3e
- 1945-46 : Division d'Honneur, 7e
- 1946-47 : Division d'Honneur, 5e
- 1947-48 : Division d'Honneur, 5e
- 1948-49 : Division d'Honneur, 7e
- 1949-50 : Division d'Honneur, 10e
- 1950-51 : Division d'Honneur, 8e
- 1951-52 : Division d'Honneur, 7e
- 1952-53 : Division d'Honneur, 12e
- 1953-54 : Division de Promotion, ?e
- 1954-55 : Division de Promotion, ?e
- 1955-56 : Division d'Honneur, 11e
- 1956-57 : Division d'Honneur, ?e
- 1957-58 : Division d'Honneur, ?e
- 1958-59 : Division d'Honneur, ?e
- 1959-60 : Division d'Honneur, ?e
- 1960-61 : CFA Algérie, ?e
- 1961-62 : CFA Algérie, ?e Compétition arrêter

### Classement en championnat d'Algérie par année
- 1962-63 : D1, Critérium d'Honneur, Gr. II,7e

## Joueurs du passé
- Abdelkader Ben Bouali
- Jean Bastien
- Maurice Cottenet
- Roger Couard
- Lucien Jasseron
- Jean-Claude Samuel
- Ahmed Mihoubi
- Albert Camus

## Entraîneurs
- c. 1936-1939 :  Sydney Regan
- Années 1950 :  Maurice Cottenet[10]